# پل راود
پل راود (انگلیسی: Paul Raud؛ ۲۲ اکتبر ۱۸۶۵ – ۲۲ نوامبر ۱۹۳۰) یک نقاش اهل استونی بود.
وی در سال ۱۸۸۶ در مدرسه هنر دوسلدورف تحصیل کرد و تحت تأثیر ادوارد فن گبهارت نقاش آلمانی نقاشی را فرا گرفت و سپس به استونی بازگشت.
آثار وی هم‌اکنون در موزه کومو، موزه هنر استونی نگه‌داری می‌شود. کریستیان راود برادر دوقلو وی نیز از نقاشان کشور استونی بوده است.

## نگارخانه

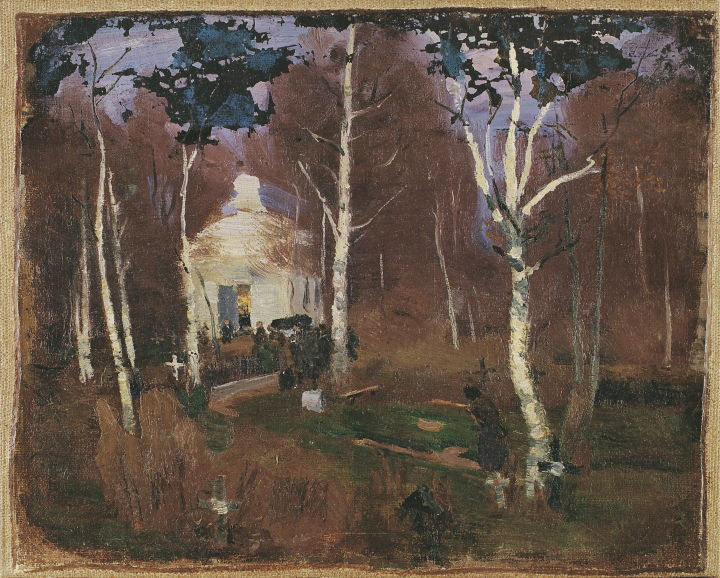
At the Rakvere Cemetery (1895)
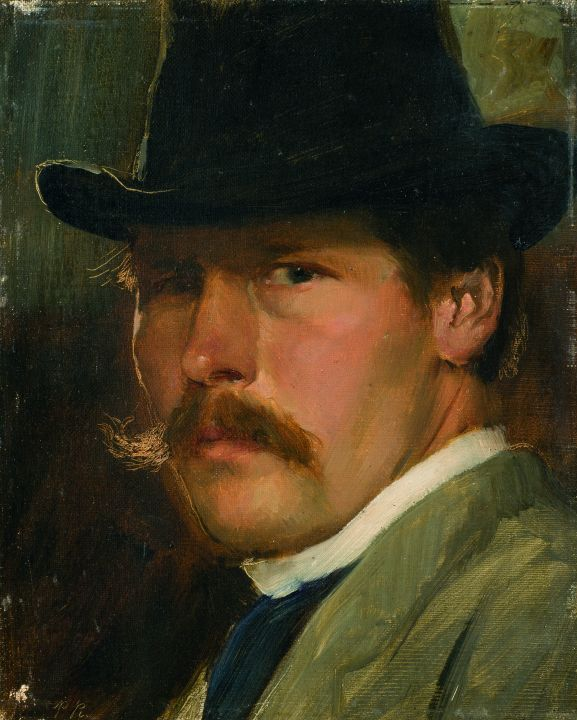
Self-Portrait with a Hat (1900)
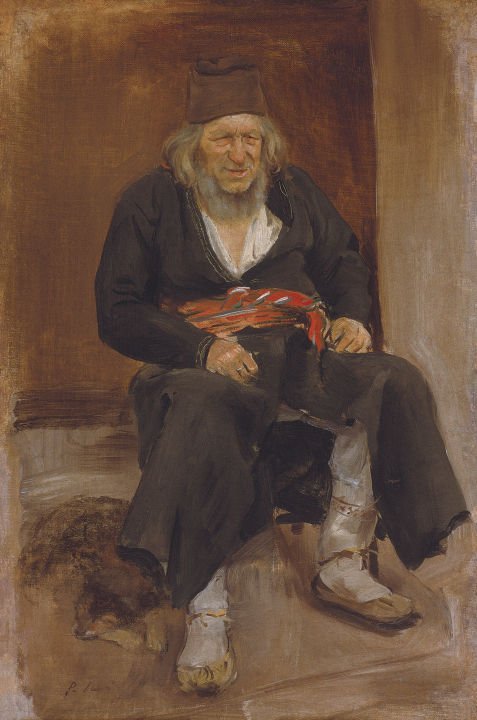
An Old Man from Muhu Island (1911)
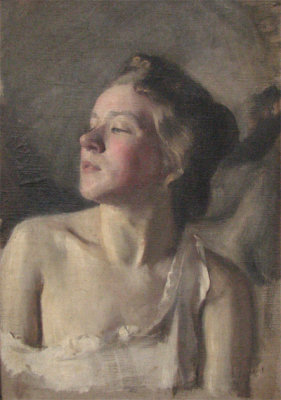
Half Act (1911)
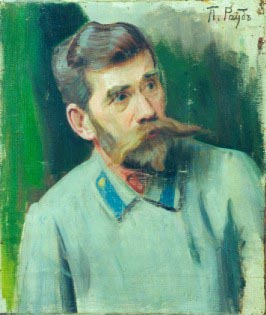
Man in Soldier Clothes (c. 1911)
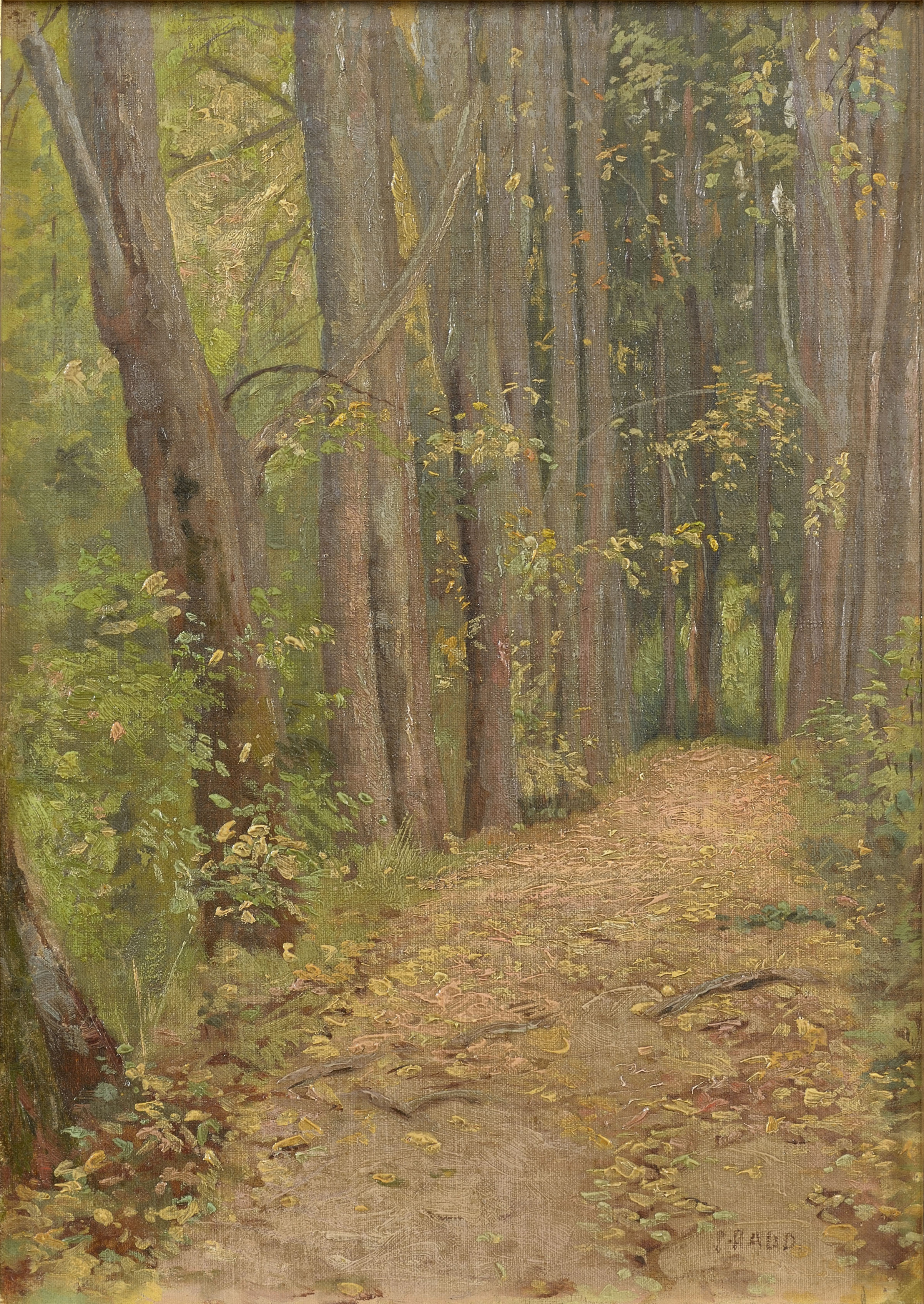
A Road in a Park (1910)
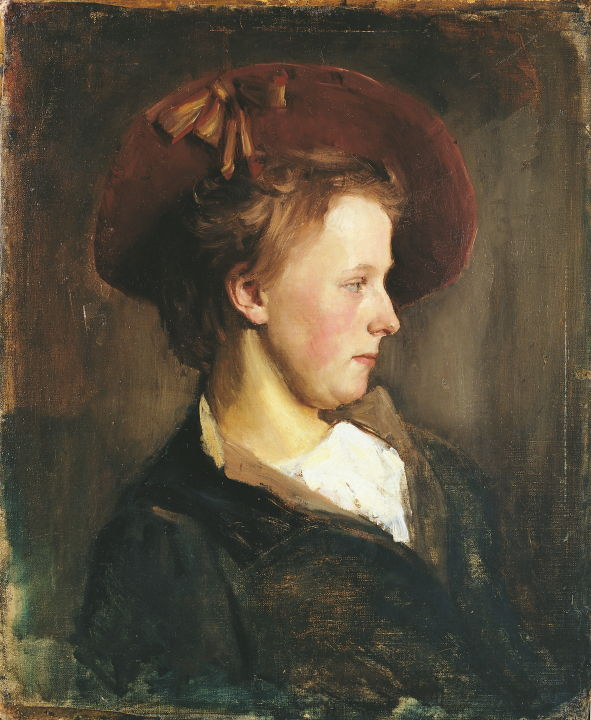
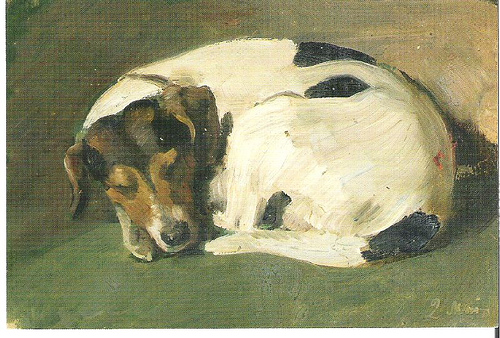
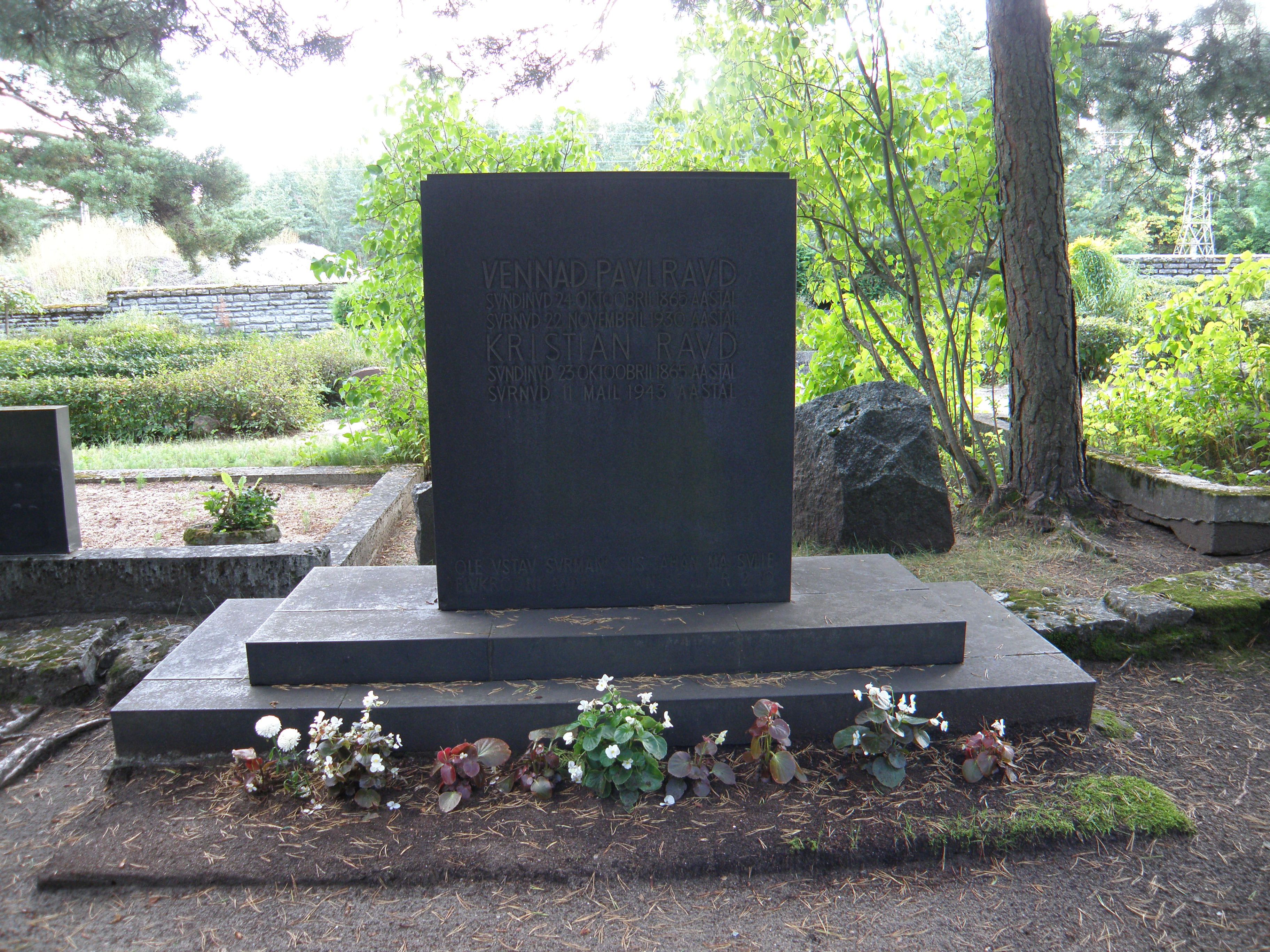
قبر پل راود در گورستان راهومه